# Friedrich von Schaumberg
Friedrich von Schaumberg (ur. 13 czerwca 1439, zm. 4 października 1494 w Salzburgu) – austriacki duchowny rzymskokatolicki, w latach 1489-1494 książę arcybiskup metropolita Salzburga.

## Życiorys
19 grudnia 1489 został wybrany na arcybiskupa Salzburga, decyzję tę papież kanonicznie zatwierdził 15 grudnia tego samego roku. Wybór von Schaumberga na katedrę arcybiskupią był farsą i miał czysto polityczny charakter. Friedrich nie znał nawet łaciny, nie umiał udzielać żadnych sakramentów ani odprawiać mszy. Świadom tego, wybór który był dla niego upokorzeniem, miał skomentować "Jestem takim biskupem, jak świnia listonoszem". Zmarł 4 października 1494.